# Gonzales (Texas)
Gonzales és una ciutat, seu del Comtat de Gonzales, a l'estat de Texas. Segons el cens del 2000 tenia 7.202 habitants. El 1835 hi va tenir lloc la batalla de Gonzales, que va iniciar la Revolució texana.

## Demografia
Segons el cens del 2000, Gonzales tenia 7.202 habitants, 2.571 habitatges, i 1.763 famílies. La densitat de població era de 545,2 habitants per km².
Dels 2.571 habitatges en un 36% hi vivien nens de menys de 18 anys, en un 47% hi vivien parelles casades, en un 15,7% dones solteres, i en un 31,4% no eren unitats familiars. En el 28,2% dels habitatges hi vivien persones soles el 16,5% de les quals corresponia a persones de 65 anys o més que vivien soles. El nombre mitjà de persones vivint en cada habitatge era de 2,73 i el nombre mitjà de persones que vivien en cada família era de 3,35.
Per edats la població es repartia de la següent manera: un 29,7% tenia menys de 18 anys, un 9,6% entre 18 i 24, un 24,9% entre 25 i 44, un 18,7% de 45 a 60 i un 17% 65 anys o més.
L'edat mediana era de 34 anys. Per cada 100 dones de 18 o més anys hi havia 86,5 homes.
La renda mediana per habitatge era de 27.226 $ i la renda mediana per família de 34.663 $. Els homes tenien una renda mediana de 22.804 $ mentre que les dones 18.217 $. La renda per capita de la població era de 12.866 $. Aproximadament el 14,8% de les famílies i el 20,9% de la població estaven per davall del llindar de pobresa.

## Poblacions properes
El següent diagrama mostra les poblacions més properes.